# Hub Schnackers
Hubertus J.G.M. (Hub) Schnackers (Bocholtz, 25 november 1946) is een Nederlands rooms-katholiek priester en bisschoppelijk vicaris van het bisdom Roermond. Van 1999 tot 8 december 2018 was hij vicaris-generaal en van 4 december 2017 tot 8 december 2018 diocesaan administrator van het bisdom.

## Jeugd en opleiding
Na de lagere school en het gymnasium studeerde Schnackers theologie in Heerlen en in Regensburg, waar hij promoveerde bij prof. dr. Jozef Ratzinger, de latere paus Benedictus XVI. In 1974 werd Schnackers tot priester gewijd.

## Carrière
Na zijn wijding was Schnackers pastoor van Heer-Maastricht, deken van Kerkrade en pastoor van de H. Lambertusparochie en H. Catharinaparochie in Kerkrade.
Sinds 1995 is Mgr. Schnackers bisschoppelijk vicaris van het bisdom Roermond.  Hij is tevens pastoor van de Sint-Martinusparochie te Vlodrop.

### Vicaris generaal
Van 1999 tot 8 december 2018 was Schnackers vicaris-generaal van het bisdom Roermond. Voor deze functie had hij al eerder aangegeven te willen terugtreden bij de komst van een nieuwe bisschop. Hij werd opgevolgd door René Maessen.

### Diocesaan administrator
Van 4 december 2017 tot 8 december 2018 was Schnackers diocesaan administrator van het bisdom Roermond in verband met het vertrek van bisschop Wiertz wegens emeritaat.
Deze aanstelling eindigde op het moment van het innemen van de bisschopszetel door de nieuwe bisschop Harrie Smeets op 8 december 2018.